# Noam Chomsky
Avram Noam Chomsky (Philadelphia (Pennsylvania), 7 december 1928) is een Amerikaans taalkundige, filosoof, mediacriticus en politiek activist. Chomsky is emeritus hoogleraar taalkunde aan het Massachusetts Institute of Technology. Als grondlegger van de generatieve taalkunde is hij de invloedrijkste taalwetenschapper van de 20e eeuw. Tussen 1980 en 1992 was hij de meest geciteerde auteur in wetenschappelijke tijdschriften op zeven na: Marx, Lenin, Shakespeare, Aristoteles, de Bijbel, Plato en Freud.

## Taal en opvattingen
De kern van Chomsky's taalkunde is zijn hypothese van een universele grammatica, een aangeboren taal die eigen is aan de mens en de taalovereenkomsten verklaart. Zijn inzichten stimuleren de cognitiewetenschappen en zijn de doodsteek voor de behavioristische taalkunde. Zijn niet accepteren van het behaviorisme verklaart zijn politieke opvattingen. 'De mens heeft een wil en hoeft zich niet te schikken', aldus Chomsky. Hij schreef kritische boeken over de Amerikaanse buitenlandse politiek en de rol van ideologie en media in de westerse samenleving. Chomsky beschouwt zich als libertair socialist, anarchist en anarchosyndicalist Chomsky's taalkunde is rationalistisch (in tegenstelling tot empiristisch). In het verlengde van de generatieve grammatica ontwikkelde hij de Chomskyhiërarchie, een classificatie van formele talen met informaticatoepassingen.

## Levensloop

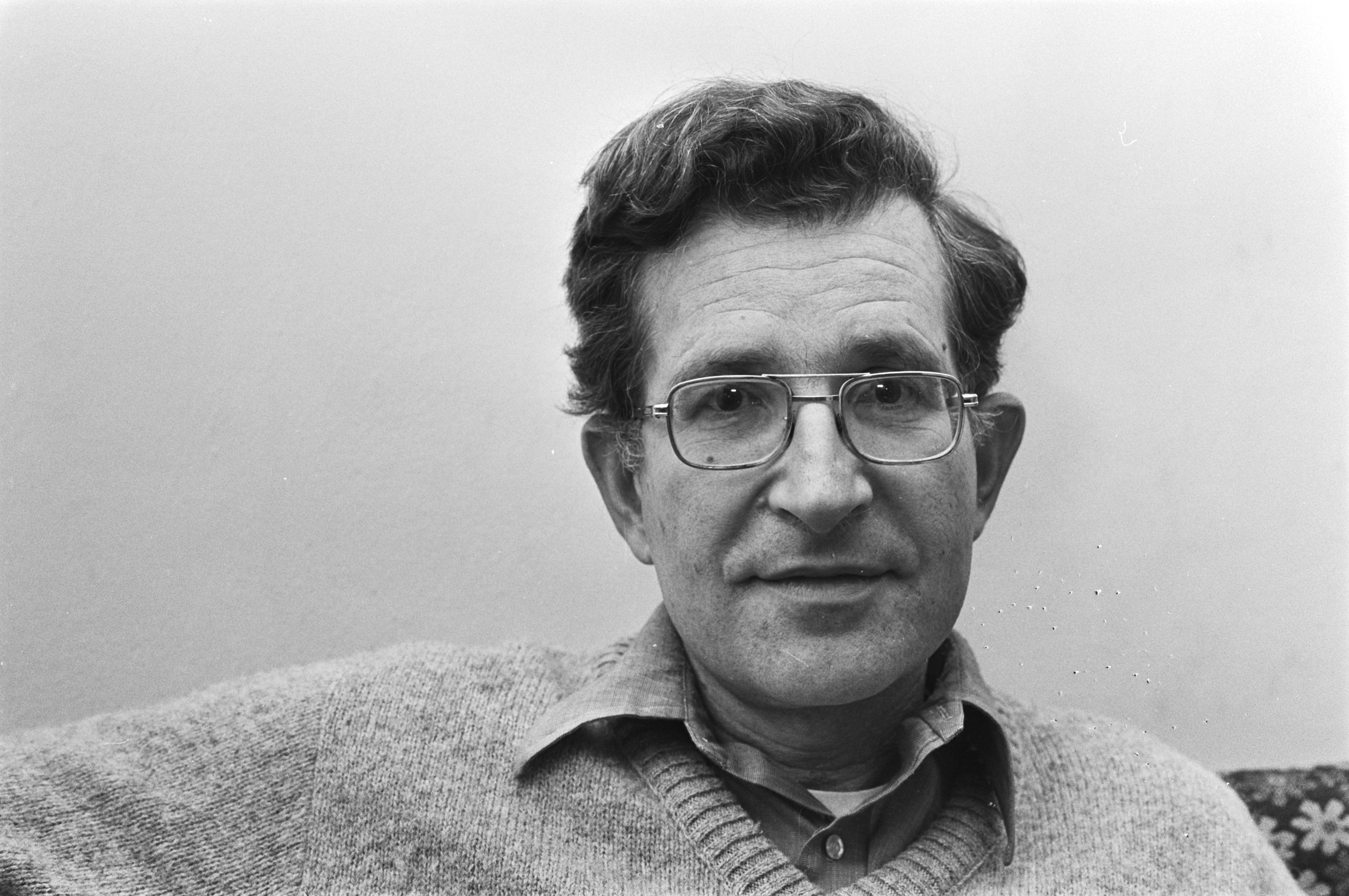
Chomsky in Leiden (1977)

Chomsky werd geboren als zoon van Elsie Simonofsky en William (Zev) Chomsky, beiden van Joodse komaf. Hij heeft een jongere broer, David Eli Chomsky. Vader William Chomsky vluchtte in 1913 uit Rusland voor de dienstplicht in het leger van de tsaar. In Baltimore vond hij werk in sweatshops en ging studeren aan de Johns Hopkins Universiteit, waarbij hij met lesgeven in zijn levensonderhoud voorzag. In Philadelphia werkte hij zich op tot hoofd van een joodse school. Later werd William Chomsky faculteitsvoorzitter van de hogeschool (lerarenopleiding) Gratz College en gaf hij les aan Dropsie College (nu Center for Advanced Judaic Studies). Daarnaast schreef hij taalkundige verhandelingen over het Hebreeuws; aan het eind van zijn leven, in 1977, was hij volgens de New York Times een van de voornaamste Hebreeuwse taalkundigen ter wereld. Moeder Elsie Chomsky-Simonofsky was lerares Hebreeuws en kon zich intellectueel meten met haar man. Hoewel zij gereserveerd was, was zij het die Noam inleidde in de linkse politiek en het zionisme. De familie was gepolitiseerd; waar William en Elsie Chomsky linkse Democraten waren, waren andere familieleden actief in de Communistische Partij, in de vakbonden en in radicale organisaties.

### Grote depressie
Noam groeide op ten tijde van de Grote Depressie in een omgeving van immigranten, onder wie Duitsers en Ieren met antisemitische en pro-nazi sympathieën. In deze omgeving bleek zijn politieke interesse. In 1939, op tienjarige leeftijd, publiceerde hij een eerste politiek geschrift in de schoolkrant over de val van Barcelona in de Spaanse Burgeroorlog, de Anschluss en de annexatie van Tsjecho-Slowakije door nazi-Duitsland. De Spaanse Burgeroorlog en de rol die de Confederación Nacional del Trabajo speelde bleef hem fascineren. Hij was 'te jong', merkte hij later zelf op, om sympathie voor het leninisme te kweken, 'een geluk bij een ongeluk'.

### Vormende gebeurtenissen
Chomsky had een voorkeur voor realistische literatuur (onder andere: Dostojevski, Tolstoj, Hugo, Twain en Zola). Daarnaast las hij de Bijbel in het Hebreeuws. Toen hij twaalf was las hij het manuscript van zijn vaders boek over de middeleeuwse grammaticus David Kimchi (David Kimhi's Hebrew Grammar). Zijn vaders werk wekte zijn interesse in taal en grammatica. Eveneens op zijn twaalfde ging Chomsky naar de middelbare school, de Central High School. Dit bleek een schokkende ervaring: de prestatie- en competitiegerichte sfeer stuitten hem tegen de borst zodat hij later sprak van indoctrinatie. Scholen blokkeren creatieve impulsen van leerlingen en leren vooral gehoorzaamheid en hiërarchie aan. Chomsky had vrienden op school maar ging vooral zijn eigen weg. Een nieuwe schok kwam toen in 1945 de Amerikaanse atoombommen op Hiroshima en Nagasaki vielen. In tegenstelling tot de jongeren met wie hij op zomerkamp was, kon de 16-jarige Chomsky het niet opbrengen om te juichen over zoveel dood en verderf, al betekende de aanval het definitieve einde van de Tweede Wereldoorlog.

### Syntactische Structuren

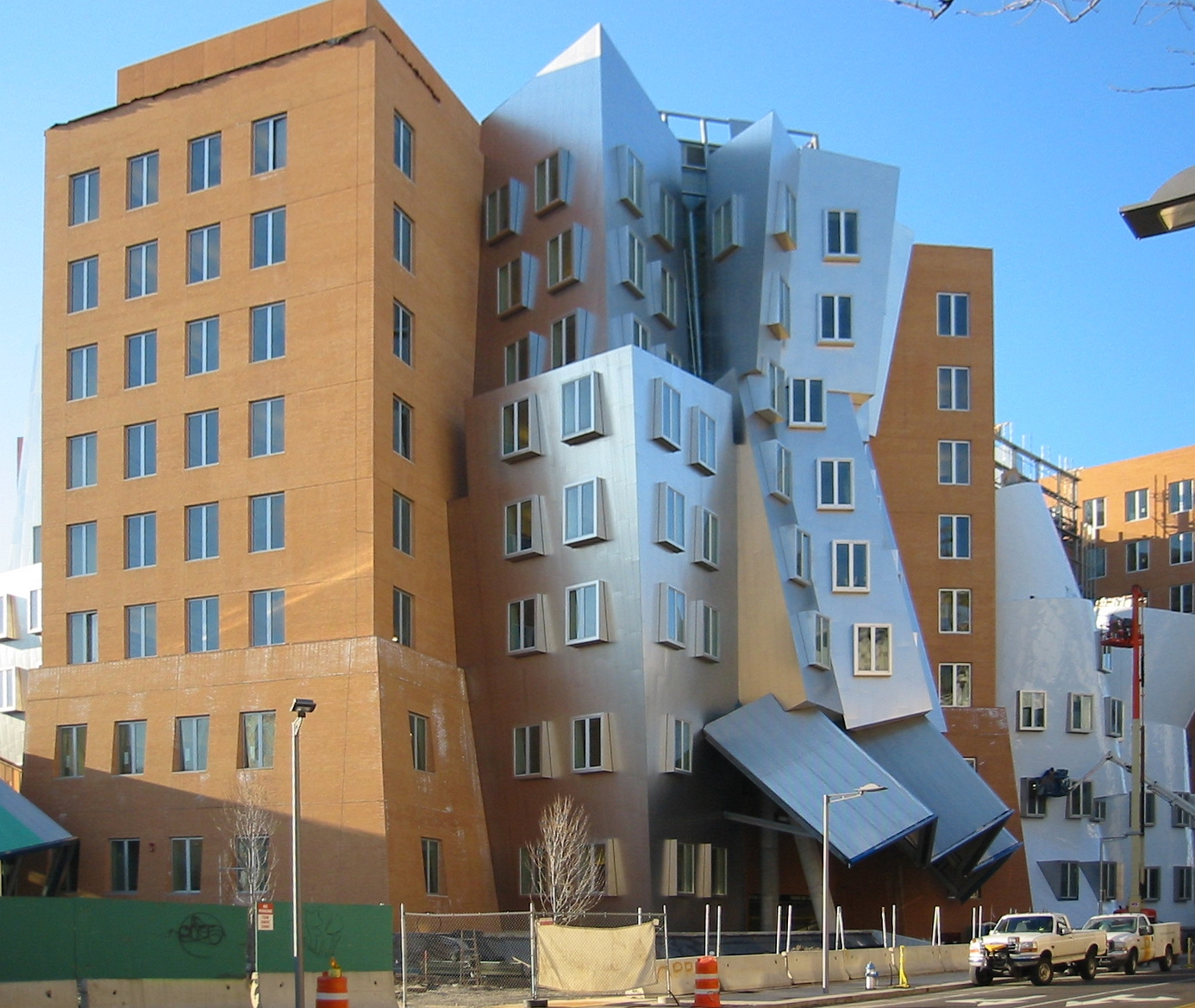
Het Ray and Maria Stata Center op het MIT, waar Chomsky huist in het Department of Linguistics and Philosophy.

Chomsky begon in 1945 zijn studie in filosofie, taalkunde en wiskunde aan de universiteit van Pennsylvania. Hij studeerde onder Zellig Harris, een hoogleraar in de taalkunde voor wiens politieke visie hij sympathie opbracht. In 1949 trouwde hij met Carol Schatz en ze kregen drie kinderen. Hij behaalde in 1955 zijn PhD (doctorstitel), waarvoor hij het meeste onderzoek de voorgaande vier jaren aan de Harvard universiteit verrichtte. In zijn dissertatie ontwikkelde hij enkele linguïstische ideeën en vatte die samen in zijn boek uit 1957 Syntactic Structures. Dit is zijn beroemdste werk in de taalkunde en was lange tijd een bijbel voor de Chomskyaanse linguïsten.
Na zijn promotie doceerde Chomsky aan het MIT (Massachusetts Institute of Technology). Gedurende de eerste decennia raakte hij meer en meer betrokken bij politiek, waarbij hij kritiek uitte op de Amerikaanse politiek en de oorlog in Vietnam, rond 1965. In 1969 publiceerde hij American Power and the New Mandarins, een essay over hetzelfde onderwerp. Ook bezocht hij de Vlakte der Kruiken in Laos, waar hij sprak met Laotianen op de vlucht voor Amerikaans (CIA-)geweld in de geheime oorlog.
Vanaf die tijd is hij bekend om zijn radicale politieke gezichtspunten en geeft hij over de hele wereld lezingen hierover. Verder heeft hij diverse boeken over het onderwerp geschreven. Hij neemt duidelijk stelling tegen de Amerikaanse inmengingspolitiek in Cuba, Haïti, Oost-Timor, Nicaragua, het Arabisch-Israëlisch conflict, de oorlog rond Kosovo en de Golfoorlog (2003). Sinds de aanslagen van 11 september 2001 heeft Chomsky zijn taalkundige werk voor een groot deel (maar niet geheel) aan de kant gezet om tijd te hebben om politiek commentaar te geven. Wel voerde hij daarna nog een wetenschappelijke polemiek tegen de optimaliteitstheorie.
Hij geldt als criticus van de mondialisering, de media en het neoliberalisme. Zijn analyses vinden veel belangstelling bij (radicaal-)links. Doordat hij zijn standpunten doorgaans op degelijk onderzoek baseert, wordt hij eveneens door intellectuelen van links en rechts gerespecteerd. Minder appreciatie genieten de conclusies die hij trekt, die volgens Amerikaanse rechts-conservatieve critici in de buurt komen van samenzweringstheorieën. De New York Times noemde zijn politieke analyses ooit "simplistisch", maar ze beschreven hem tevens als de belangrijkste levende intellectueel. In de tussentijd is hij blijven schrijven en doceren over taalkunde en de gevolgen van het Amerikaanse buitenlands beleid.

## Bijdragen aan de taalwetenschap
In Chomsky's visie is taalkunde een natuurwetenschap, niet een sociale of toegepaste wetenschap: het is een onderdeel van de biologie, en heeft als doel te verklaren hoe het taalvermogen in de menselijke geest werkt, niet hoe het tot uiting komt. Chomsky maakt derhalve onderscheid tussen I-language, het gedeelte van taal intern in de mens, en E-language, de externe verschijning hiervan. Alleen de eerste is onderwerp van studie in de taalkunde; van de E-language worden, net als in de natuurwetenschappen, empirische gegevens geabstraheerd om tot een elegante (wiskundige) theorie te komen.
Chomsky's taalkunde is rationalistisch en cartesiaans, in de zin dat zijn theorieën ervan uitgaan dat het taalvermogen grotendeels is aangeboren, niet aangeleerd. Alle mensen delen de zogenaamde universele grammatica, die de overeenkomsten tussen verschillende talen verklaart. Deze zijn veel groter, meent Chomsky, dan men op het eerste gezicht zou zeggen. Over de verklaring voor de verschillen tussen talen veranderde hij in zijn carrière verschillende malen van mening. Op het punt van taalverwerving is zijn theorie het minst onderbouwd en wordt door hedendaagse linguïsten grotendeels verlaten.

### Generatieve grammatica
Syntactic Structures (1957) was de eerste wijdverspreide publicatie waarin hij transformationele grammatica's introduceerde. De theorie beschouwt talige uitingen (woorden, frasen, zinnen) als corresponderend met abstracte "oppervlaktestructuren", die op hun beurt afgeleid kunnen worden of corresponderen met dieptestructuren. Een duidelijk formeel onderscheid tussen dieptestructuren en oppervlaktestructuren ontbreekt in huidige versies van de theorie.
Transformatieregels, samen met frase-structuurregels en structurele principes, zijn verantwoordelijk voor zowel het voortbrengen als de interpretatie van talige uitdrukkingen. Volgens een afgeleide theorie die indruist tegen de ideeën van Chomsky zelf, de generatieve semantiek, speelt hierbij niet de syntaxis maar de semantiek een centrale rol. Met een beperkte verzameling grammaticale regels en een eindige verzameling basisuitdrukkingen is het zo mogelijk om een oneindige hoeveelheid zinnen voort te brengen, waaronder alle mogelijke zinnen die nog nooit door iemand zijn uitgesproken, gedacht of gehoord. Dit is de reden waarom de theorie 'generatief' wordt genoemd: de theorie verklaart het voortbrengen (genereren) van oneindig veel mogelijke zinnen op grond van een eindige verzameling informatie. Het talige vermogen dat hier beschreven wordt, is volgens Chomsky's theorie aangeboren. Het is genetisch bepaald dat mensen natuurlijke taal kunnen aanleren. Dit vermogen wordt Universele Grammatica (afkorting: UG) genoemd. Grotendeels zijn wij ons niet bewust van deze structurele principes die aan taal ten grondslag liggen, iets wat ook geldt voor de meeste andere biologische en cognitieve processen van de mens.
De recente theoretische voorstellen van Chomsky, bekend als het minimalistisch programma, stellen dat de grammaticale principes die ten grondslag liggen aan het taalvermogen aangeboren zijn, en dat de verschillen tussen de talen te verklaren zijn met parametrische info in het brein.
Een van de voorgestelde parameters is pro-drop, die aangeeft of in een zin altijd een expliciet onderwerp aanwezig moet zijn. Deze benadering wordt hierom vaak principes en parameters genoemd. Binnen deze zienswijze hoeft het taallerend kind, buiten het vocabulaire van een taal en zaken als morfemen en staande uitdrukkingen, alleen maar wat parameters in te stellen. Dit kan dan al aan de hand van een paar voorbeelden gedaan worden. Daarmee wordt het leren van de moedertaal dus relatief eenvoudiger.
De motivatie voor deze benadering was: de verbluffende snelheid waarmee kinderen talen leren, het feit dat alle kinderen over de hele wereld dit op een soortgelijke wijze doen en het feit dat kinderen bepaalde kenmerkende fouten maken bij het leren van hun moedertaal terwijl andere, voor de hand liggende, fouten praktisch niet voorkomen, wat volgens Chomsky wel het geval zou zijn als de leermethode puur algemeen in plaats van taalspecifiek zou zijn.
Chomsky's ideeën hebben een sterke invloed gehad op onderzoekers die werkten op het gebied van de taalontwikkeling van taallerende kinderen. Enkele voorspellingen uit zijn theorieën zijn echter weersproken door recentere empirische gegevens uit deze tak van de wetenschap. Sommige onderzoekers hebben op grond hiervan Chomsky's benadering ten aanzien van het aangeboren taalvermogen in twijfel getrokken en benaderingen voorgesteld binnen een connectivistische theorie, gebaseerd op meer algemene informatieverwerkende processen in het menselijk brein.
De Chomskyaanse benadering ten aanzien van syntaxis, die vaak transformationeel generatieve grammatica (TGG) wordt genoemd, is een dominante theorie onder taalkundigen. Een veelgehoord punt van kritiek echter betreft de bijna exclusieve nadruk op het Engels en enkele andere Europese talen.
Chomskyaanse syntactische analyses van een taal zijn vaak erg abstract en gebaseerd op zeer zorgvuldig onderzoek op het grensgebied van grammaticale en ongrammaticale uitdrukkingen. Grammaticaliteit is echter niet altijd een binaire eigenschap. Het gaat in de grammatica ook niet om een verzameling grammaticale zinnen. Oordelen over grammaticaliteit worden gebruikt om informatie over de kennis van de spreker te krijgen. Het is deze kennis die met behulp van grammatica beschreven wordt.
Het werken met grammaticaliteitsoordelen is het eenvoudigst in de eigen moedertaal. Daarom concentreren taalkundigen in de Chomskyaanse traditie zich op de analyse van hun taal. Dit leidde ertoe dat sommige talen zoals het Engels, Frans, Duits, Italiaans, Nederlands, meer geanalyseerd zijn dan andere. Volgens Chomskyaanse taalkundigen is dit een acceptabele theoretische benadering, omdat het overeenkomt met de principes en parameters benadering. Omdat elke taal leerbaar moet zijn op basis van UG en talige input is het in principe mogelijk hypotheses te formuleren over UG zonder meer dan één taal te bestuderen.
Volgens critici schieten generatieve grammatica's tekort als ze worden toegepast op andere talen dan die waarop ze zijn gebaseerd. Dit is een van de voornaamste beweegredenen voor alternatieven, zoals de functioneel-typologische benadering of taalkundige typologie (oorspronkelijk vooral geassocieerd met Joseph Greenberg). Deze is nadrukkelijk inter-talig, en gebaseerd op empirisch onderzoek van zo veel mogelijke variaties binnen de diverse talen die op de wereld worden gesproken. Daarbij worden de variaties geclassificeerd op grond waarvan theorieën worden geformuleerd. Daarnaast zijn er in de loop der jaren taalkundigen gekomen met modellen die weliswaar deels op het werk van Chomsky gebaseerd zijn, maar hiervan toch ook op cruciale plaatsen afwijken.
Binnen de fonologie was Chomsky's voornaamste werk The Sound Pattern of English, dat hij in 1968 samen met Morris Halle publiceerde. Sindsdien heeft Chomsky niet meer over fonologie geschreven, naar eigen zeggen omdat hij vanwege zijn aandacht voor politiek niet elke intellectuele belangstelling meer kon volgen.

### Chomskyhiërarchie
Chomsky is bekend vanwege zijn onderzoek naar diverse soorten formele talen, en de vraag of deze al dan niet een rol spelen bij de formele representatie van natuurlijke talen. De naar hem genoemde Chomskyhiërarchie deelt formele talen in in klassen, die telkens een grotere expressieve kracht bezitten, dat wil zeggen, dat verdere klassen telkens een ruimere verzameling van formele talen kunnen voortbrengen. Chomsky beargumenteert, dat constructies in de natuurlijke taal complexere formele grammatica's vereisen, gezien vanuit de Chomskyhiërarchie, dan andere. Bijvoorbeeld, terwijl een reguliere taal krachtig genoeg is om de morfologie van het Engels te beregelen, is zo'n taal ontoereikend voor de Engelse syntaxis. Behalve in de linguïstiek, is de Chomskyhiërarchie van belang in de informatica, omdat het raakvlakken en isomorfieën heeft met de automatentheorie.

## Politieke opvattingen

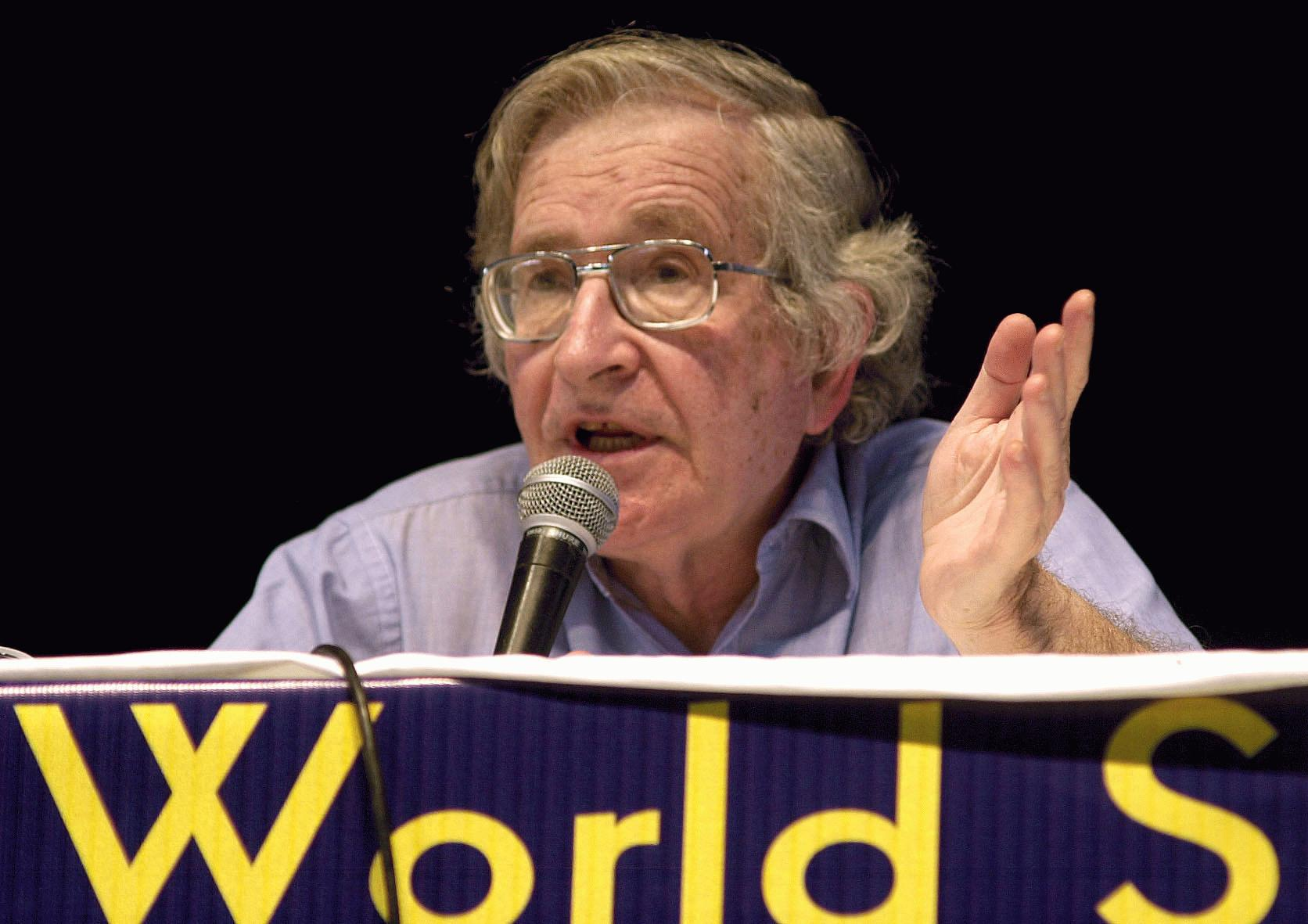
Noam Chomsky op het World Social Forum

Chomsky beschrijft zichzelf als iemand die "meelift op de traditie van het anarchisme". Hij meent dat alle autoriteit en hiërarchie op rechtmatigheid moet worden onderzocht en zo nodig bestreden. In zijn anarchisme is Chomsky pragmatisch; hij geeft dikwijls de voorkeur aan staatscontrole over economische processen waar deze, in zijn optiek, democratischer is dan volledige vrijheid voor bedrijven. Ook is hij, met reserve, voorstander van parlementaire democratie. Wegens zijn radicale opvattingen is Chomsky in de Verenigde Staten controversieel. Chomsky merkt op dat zijn werk en zijn opvattingen abstract verwant zijn; beide zijn gekoppeld aan zijn cartesiaans-humanistische mensbeeld. De politieke stromingen waar Chomsky zich thuisvoelt zijn het libertarisch socialisme en het anarchosyndicalisme. Hij noemt zich socialist, maar voelt verwantschap met het klassieke liberalisme. Het idee van de homo oeconomicus stuit hem tegen de borst. Dit idee is een vertekening van de ideeën van Adam Smith, die hij als een antiautoritaire voorganger beschouwt. Uit de werken van Smith en Humboldt destilleert hij een kritiek op het kapitalisme. Chomsky liet zijn nationaliteit zijn oordeel niet beïnvloeden. Hij beschouwde de Vietnamoorlog en de acties tegen het Sandinistische bewind in Nicaragua als terrorisme. Hij redeneerde dat met de standaarden die de VS hanteren, landen als Nicaragua en Joegoslavië het recht hebben de Verenigde Staten te bombarderen. Na de aanslagen op 11 september 2001 nam de interesse voor Chomsky's werk weer toe. Naar aanleiding van de aanslagen schreef hij 9/11 en later Hegemony or Survival, in het Nederlands vertaald als De Arrogantie van de Macht. In beide boeken spreekt hij zich kritisch uit tegenover de VS. Bij de Amerikaanse presidentsverkiezingen van 2004 steunde Chomsky John Kerry en kreeg hiervoor kritiek uit linkse hoek. Chomsky verklaarde daarop dat het eerder een stem tegen Bush dan voor Kerry was en noemde Kerry een "Bush light".

### Ideologie en de rol van intellectuelen
Bij zijn politieke analyses gebruikt Chomsky openbare, officiële bronnen. Vaak zijn dit (uitgelekte) rapporten uit de Amerikaanse politiek en ambtenarij. Hij roemt de Amerikaanse open samenleving die hem deze bronnen beschikbaar stelt, maar maakt zich zorgen over wat hij 'het probleem van Orwell' noemt: hoe komt het dat we zo weinig weten, terwijl er veel informatie beschikbaar is? In diverse geschriften analyseert hij de rol van de intelligentsia in westerse maatschappijen, met name de VS, waarbij hij een gebrek aan kritische reflectie ziet. Intellectuelen vormen volgens Chomsky een "seculiere priesterkaste": journalisten, academici, "deskundigen" (so-called "experts") etc. verdedigen de kapitalistische ideologie en vervullen dezelfde rol als priesters in oudere maatschappijen. Chomsky definieert ideologie als de morele rechtvaardiging voor de daden van de heersende klasse. Dit contrasteert met de taak van de intellectueel zoals Chomsky die ziet. Intellectuelen, die vrijgesteld zijn van lichamelijke arbeid en op kosten van de samenleving een opleiding genoten, dienen de samenleving en de politiek kritisch en rationeel te analyseren in plaats van ze te legitimeren. Hierbij is de eigen overheid het eerste mikpunt, omdat men daar directe verantwoordelijkheid voor draagt en de meeste invloed op heeft. Chomsky's politieke geschriften richten zich op intellectuelen en activisten, niet op machthebbers, omdat de laatsten in het machtssysteem opgesloten zitten: ze zijn niet moreel incapabel, maar moreel handelen betekent voor hen een verlies aan invloed. Een kenmerk van de westerse ideologie is de ontkenning van de ideologische keuzes. Als voorbeeld geldt het debat over de Vietnamoorlog tussen "haviken" die dachten de oorlog te winnen en "duiven" die hem verloren beschouwden. De mening van Chomsky, en van een deel van de vredesbeweging, dat de oorlog moreel niet gerechtvaardigd was, werd door de New York Times nooit gepubliceerd. In samenwerking met de econoom Edward S. Herman bouwde Chomsky zijn ideeën over de werking van media uit tot het propagandamodel, onder andere beschreven in hun boek Manufacturing Consent.

### Beschuldigingen van antisemitisme tegengesproken
Ondanks het feit dat hij zelf Joods is en in zijn jeugd actief was in links-zionistische organisaties (die, zoals hij schrijft, tegenwoordig "antizionistisch" genoemd zouden worden), is hij meerdere malen beschuldigd van antisemitisme. In 1979 nam hij het met een aantal andere vooraanstaande intellectuelen op voor Robert Faurisson. Faurisson had een boek geschreven dat de Holocaust ontkende, waarvoor hij veroordeeld werd. Chomsky meende dat dat een inbreuk op de vrijheid van meningsuiting was, omdat de rechter zich mengde in een wetenschappelijke discussie. Het is de taak van wetenschappers en niet van de rechter om "verzinsels en absurditeiten" als die van Faurisson aan gort te schieten, zo stelde Chomksy. Andere beschuldigingen van antisemitisme kunnen in verband worden gebracht met het feit dat Chomsky zeer kritisch staat tegenover de politiek van de staat Israël.

### Taalkundig
- (1951). Morphophonemics of Modern Hebrew. Master's thesis, University of Pennsylvania.
- (1955). Logical Structure of Linguistic Theory. (A typescript Chomsky wrote in preparation for his PhD thesis, including hand-written notes made in preparation for the 1975 book, is available as a 436 MiB, 919 page PDF.)
- (1955). Transformational Analysis. Ph.D. dissertation, University of Pennsylvania.
- (1956). —; Halle, Morris; Lukoff, Fred For Roman Jakobson. Essays on the occasion of his sixtieth birthday. Mouton, The Hague (11 October 1956), "On Accent and Juncture in English", 65–80. Gearchiveerd op 4 maart 2016.
- (1957). Syntactic structures. 's-Gravenhage: Mouton (Janua Linguarum;Series minor, 4).
- (1964). Current Issues in Linguistic Theory, 's-Gravenhage: Mouton.
- (1965). Aspects of the theory of syntax. 2. print. Cambridge, Mass. etc.: MIT Press (Special technical report of the Research Laboratory of Electronics of the Massachusetts Institute of Technology / Research Laboratory of Electronics: Special technical report, 11).
- (1966). Cartesian Linguistics. Harper and Row, New York. (Reprint:  Chomsky, Noam (1986). Cartesian Linguistics. A Chapter in the History of Rationalist Thought. University Press of America, Lanham, Maryland.)
- (1966). Topics in the Theory of Generative Grammar.
- (1968) with Morris Halle. The Sound Pattern of English. New York: Harper & Row.
- (1968). Language and Mind.
- (1972). Studies on Semantics in Generative Grammar.
- (1973). Conditions on transformations. In: Stephen R. Anderson & Paul Kiparsky (red.), A Festschrift for Morris Halle. New York: Holt, Rinehart and Winston.
- (1975). The Logical Structure of Linguistic Theory.
- (1975). Reflections on Language. Pantheon Books, New York (1975). ISBN 0-394-49956-5.
- (1977). Essays on Form and Interpretation.
- (1979). Morphophonemics of Modern Hebrew.
- (1980). Rules and Representations.
- (1981). Lectures on Government and Binding: The Pisa Lectures. Holland: Foris Publications. Reprint. 7th Edition. Berlin and New York: Mouton de Gruyter, 1993.
- (1982). Some Concepts and Consequences of the Theory of Government and Binding.
- (1982). Language and the Study of Mind.
- (1982). Noam Chomsky on The Generative Enterprise, A discussion with Riny Huybregts and Henk van Riemsdijk.
- (1984). Modular Approaches to the Study of the Mind.
- (1986). Knowledge of Language: Its Nature, Origin, and Use.
- (1986). Barriers. Linguistic Inquiry Monograph Thirteen. Cambridge, MA and London: The MIT Press.
- (1987). "On Power and Ideology: The Managua Lectures." Boston: South End Press.
- (1988). "Language and Politics." Montreal: Black Rose Books.
- (1993). Language and Thought.
- (1995). The Minimalist Program. Cambridge, MA: The MIT Press.
- (1998). On Language.
- (2000). New Horizons in the Study of Language and Mind.
- (2000). The Architecture of Language (Mukherji, et al., eds.).
- (2000). Minimalist Inquiries: The Framework. Step by Step: Essays on Minimalist Syntax in honor of Howard Lasnik. Martin, r., D. Michaels and J. Uriagereka (eds). Cambridge, Mass: MIT Press.
- (2000) with Place, U.T. "The Chomsky-Place correspondence 1993–1994". Edited, with an introduction and suggested readings, by T. Schoneberger. The Analysis of Verbal Behavior, 17, 7–38.
- (2001). On Nature and Language (Adriana Belletti and Luigi Rizzi, ed.).
- (2001). Derivation by Phase. Ken Hale: A Life in Language. Kenstowicz, Michael (ed). Cambridge, Mass: MIT Press. pp. 1–54.
- (2004). Beyond Explanatory Adequacy. Structures and Beyond. Belletti Adriana (ed). The Cartography of Syntactic Structure Vol 3. Oxford: OUP. pp. 104–131.
- (2004). The Generative Enterprise Revisited: Discussions with Riny Huybregts, Henk van Riemsdijk, Naoki Fukui, and Mihoko Zushi, with a new foreword by Noam Chomsky, Berlin: Mouton de Gruyter.
- (2005). Three Factors in Language Design. Linguistic Inquiry. 36:1-22.
- (2005). Rules and Representations, New York: Columbia University Press.
- (2006). The Chomsky-Foucault Debate: On Human Nature (with Michel Foucault), New York: The New Press, distributed by W.W. Norton.
- (2007). Approaching UG From Below. Interfaces + Recursion = Language? Sauerland, Uli and Hans Martin Gärtner (eds). New York: Mouton de Gruyter. pp. 1–29.
- Chomsky, Noam (May 2008). Foundational Issues in Linguistic Theory. Essays in Honor of Jean-Roger Vergnaud. The MIT Press, Cambridge, MA, "On Phases", 133–166. ISBN 978-0-262-06278-7.
- (2012). with James McGilvray. The Science of Language. Cambridge University Press. ISBN 978-1-107-60240-3.
- (2012). Chomsky's Linguistics. MIT Working Papers in Linguistics, Cambridge, MA. ISBN 0615567126. Gearchiveerd op 22 april 2021.

### Politiek en algemeen
- Noam Chomsky: Intellectuals and the State / De intellectuelen en de staat (Johan Huizinga-lezing 1977) Uitg. Het Wereldvenster, Baarn, 1978, ISBN 90-293-9671-7
- Noam Chomksy: De verdorven democratie; Ned. vert. Uitg. EPO, 1992, 2002, ISBN 90-6445-628-3
- Noam Chomsky: Macht & Terreur - De wereld na 11 september; Ned. vert. Uitg. Lemniscaat, ISBN 90-5637-548-2
- Noam Chomsky: De arrogantie van de macht (oorspronkelijke titel: Hegemony or Survival: America's Quest for Global Dominance) - Hoe het Amerikaanse streven naar hegemonie het voortbestaan van de planeet bedreigt; Ned. vert. Uitg. Lemniscaat, ISBN 90-5637-635-7
- Noam Chomsky: Understanding Power - edited by Peter R. Mitchell and John Schoeffel; Vintage, London, 2003, ISBN 978-0-09-946606-2. Alle voetnoten van dit boek zijn door de uitgever op internet gezet .
- Noam Chomsky & Edward S. Herman: Manufacturing Consent - 1988
- Noam Chomsky: Hoop en toekomst (oorspronkelijke titel: Hopes and Prospects); Ned. vert. Uitg. EPO, 2011, ISBN 97-8906-445731-9
- Noam Chomsky: Occupy; 2012, een pamflet over en voor de Occupybeweging
- Noam Chomsky: 'Who Rules The World'; 2016, een aanklacht tegen het hypocriete gedrag van het westen en met name de Verenigde Staten van Amerika; ISBN 978-0-241-18945-0

## Trivia
- Chomsky en in het bijzonder zijn Hegemony or Survival (De arrogantie van de macht) werden door Hugo Chávez geprezen in de Algemene Vergadering van de Verenigde Naties.[14] Daags na Chávez' lof stond het boek op nr. 1 in de verkooptop-10 van Amazon.com, waarna de uitgever van de Amerikaanse editie duizenden exemplaren liet bijdrukken. Chávez liet ook weten Chomsky te willen ontmoeten, waarop die bewondering voor Chávez uitsprak.[15][16]
- Een van Chomsky's favoriete aforismen is Gramsci's uitspraak dat men moet uitgaan van "pessimisme van het verstand, maar optimisme van de wil".
- In 2015 maakte hij de documentaire Requiem for the American Dream, waarin hij de socio-economische evolutie van de Verenigde Staten in de 20e en 21e eeuw analyseert.

- Association for Computing Machinery: 81100120982
- Bibsys: 90052767
- Biblioteca Nacional de Chile: 000034936
- Biblioteca Nacional de España: XX849732
- Bibliothèque nationale de France: cb11896756j (data)
- Catàleg d'autoritats de noms i títols de Catalunya: 981058511801106706
- CiNii: DA0040532X
- Digitale Bibliotheek voor de Nederlandse Letteren: chom002
- DBLP: c/NChomsky
- Gemeinsame Normdatei: 118520520
- International Standard Name Identifier: 0000 0001 2143 0999
- Library of Congress Control Number: n79104267
- Nationale Bibliotheek van Letland: 000006828
- MusicBrainz: 7d83b9be-b7a4-40f3-b682-a83934a0e8ab
- Mathematics Genealogy Project: 82231
- Bibliotheek van het Japanse parlement: 00435949
- Nationale Bibliotheek van Tsjechië: jn19990003846
- Nationale bibliotheek van Australië: 36206986
- Nationale Bibliotheek van Israël: 987007259628205171
- Nationale Bibliotheek van Polen: a0000001178491
- Nationale en Universitaire bibliotheek Zagreb: 000004866
- Nederlandse Thesaurus van Auteursnamen: 068309929
- ORCID: 0000-0002-3632-2461
- Istituto Centrale per il Catalogo Unico: CFIV103508
- LIBRIS: 181558
- SNAC: w67t8ffh
- Système universitaire de documentation: 026787865
- Semantic Scholar: 114531657
- Trove: 1229193
- Union List of Artist Names: 500288286
- Virtual International Authority File: 89803084
- WorldCat: E39PBJxMqvTTdTD4df9QyyWdQq